# 바리어
바리어(베트남어: Thành phố Bà Rịa /城舖婆地)는 베트남 바리어붕따우성의 성도로 면적은 91.46km2, 인구는 122,424명(2012년 기준)이다. 남동부 지방에 위치한다. 2012년 5월 2일을 기해 붕따우를 대신하여 바리어붕따우 성의 성도 역할을 맡고 있다.

## 지리
바리어는 호찌민시의 남동쪽 90km, 붕타우의 북서쪽 20km에 위치한다. 면적은 197.5 km2로, 인구는 2011년 기준 약 12.2만 명, 인구밀도는 3500명/km2였다.

## 행정구역
바리어시는 8개의 방(坊)과 3개의 사(社)로 구성된다.

### 방
- 프억헝 (Phước Hưng /福興坊)
- 프억쩡 (Phước Trung /福中坊)
- 프억히엡 (Phước Hiệp /福協坊)
- 프억응우옌 (Phước Nguyên / 福元坊)
- 롱흐엉 ( Long Hương /隆香坊)
- 롱또안 ( Long Toàn /隆全坊)
- 낌딘 (Kim Dinh / 金營坊)
- 롱떰 (Long Tâm /隆心坊)

### 사
- 황롱 (Hòa Long /和隆 )
- 롱프억 (Long Phước /隆福 )
- 떤흥 (Tân Hưng / 新興)

## 교통
바리어는 지방의 교통의 요지이다. 국도 51호, 국도 52호, 국도 56호가 통과한다. 롱타인 국제공항에서 남동쪽 48km에 위치한다. 바리어 세쿠레스 항구가 있다.